# Precious (阪井あゆみのアルバム)
『Precious』（プレシャス）は、阪井あゆみの1枚目のアルバム。2010年6月16日発売。初回限定盤と通常盤の2形態で、初回盤にはDVDが付いている。

## 収録曲

### CD
1. ex-lover
5枚目のシングル。テレビ朝日系木曜ドラマ『同窓会〜ラブ・アゲイン症候群』主題歌。
2. Home Sweet Home
3. re-set [ALBUM VERSION]
1枚目のシングル「悲しみを愛しさで」のカップリング曲を別バージョンで収録。
4. 悲しみを愛しさで
1枚目のシングル。テレビ朝日系ドラマ『特命係長 只野仁』4thシーズン主題歌。
5. 横顔
2枚目のシングル。関西テレビ・フジテレビ系火曜ドラマ『白い春』主題歌。
6. tears
7. Strike One
3枚目のシングル「STRONG BODY」のカップリング曲。
8. STRONG BODY
3枚目のシングル。阪井あゆみ×twenty4-7名義。ゼスプリゴールドキウイCMソング。
9. ユー・メイ・ドリーム
シーナ&ロケッツのカバー曲。
10. Fun to the night
5枚目のシングル「ex-lover」のカップリング曲。舞川あいくプロデュース「rush hour」イメージソング
11. ありがとう~I miss you~
4枚目のシングル「KONAYUKI」のカップリング曲。
12. 恋咲き
2枚目のシングル「横顔」のカップリング曲。
13. KONAYUKI
4枚目のシングル。日本テレビ系『音楽戦士 MUSIC FIGHTER』10月エンディングテーマ。
14. Precious

### DVD
初回盤のみ 
1. 悲しみを愛しさで
2. 横顔
3. STRONG BODY
4. KONAYUKI
5. ex-lover